# Mathilde de Kerangat
Mathilde de Kerangat, née le 14 octobre 1991 à La Rochelle, est une skippeuse française.

## Biographie
Elle est championne du monde jeune de Laser Radial en 2009. Elle est sélectionnée pour participer aux Jeux olympiques d'été de 2016 et termine 21e en Laser Radial.
En 2022, Mathilde de Kerangat dépose une plainte pour violences sexuelles contre un ancien entraîneur d’athlétisme, violences commises alors qu'elle avait entre 7 et 11 ans, de 1998 à 2002. Cette première plainte est classée sans suite, aussi elle en dépose une nouvelle en octobre 2023.